# Jordi Cruz Mas
Jordi Cruz Mas (Manresa, Barcelona, 29 de junio de 1978) es un chef español. Desde 2010 es el chef titular del restaurante ABaC de Barcelona, que desde noviembre de 2017 cuenta con tres estrellas Michelin, y además es uno de los tres integrantes del jurado en el programa MasterChef.

## Biografía
Nació en Manresa el 29 de junio de 1978. Se formó como cocinero en la Escuela Superior de Hostelería de Manresa. A los catorce años empezó a trabajar en el restaurante Estany Clar, entre Serchs y Berga, donde recibió su primera estrella Michelin en noviembre de 2004, convirtiéndose a sus 26 años en el chef más joven de España y en el segundo del mundo en recibir esta distinción.
En diciembre de 2007 dejó el Estany Clar y pasó a ser gerente y jefe de cocina del restaurante L’Angle del hotel Món Sant Benet (San Fructuoso de Bages). En noviembre de 2008 este establecimiento ganó también su primera estrella Michelin. 

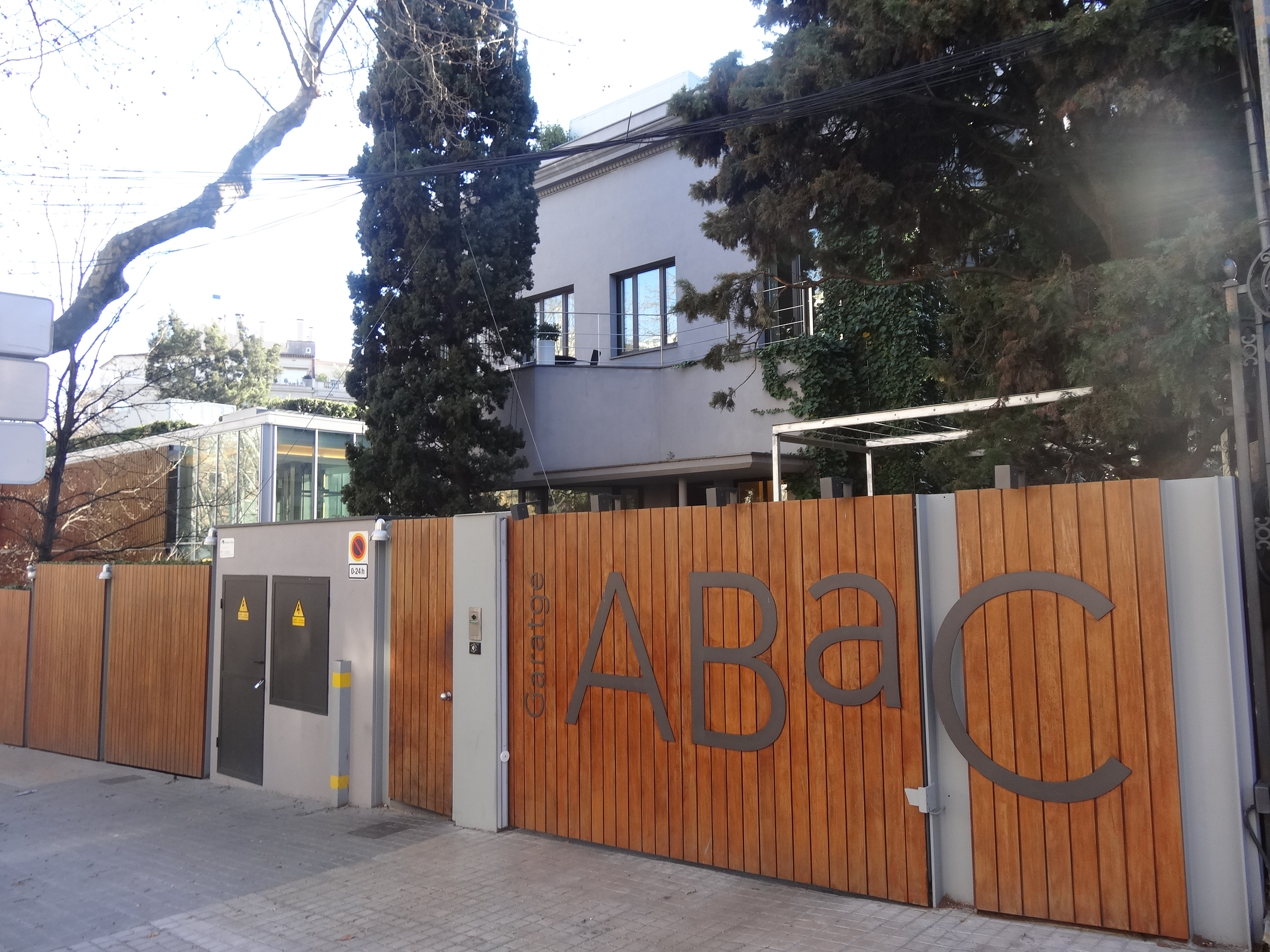
ABaC restaurante y hotel, en Barcelona

En mayo de 2010 se incorporó al equipo directivo de ABaC Restaurant & Hotel. El ABaC obtuvo su tercera estrella Michelin el 22 de noviembre de 2019, cifra que actualmente poseen once restaurantes en toda España.
Desde 2013 es jurado del programa de televisión MasterChef, junto a Pepe Rodríguez y Samantha Vallejo-Nágera. En 2014 y 2016, participó junto con Pepe Rodríguez en las Campanadas de Nochevieja en La 1 de Televisión Española.
En 2014 apareció en la portada de Men’s Health, tras haber perdido 9 kg de peso siguiendo el reto propuesto por la revista.

## Premios
Entre los distintos premios que ha conseguido, los más importantes son: el Campeonato de España para Jóvenes Chefs que obtuvo en San Sebastián el año 2002; el Premio Internacional de Cocina con Aceite de Oliva de Jaén, logrado en 2003; y el subcampeonato de España para Jóvenes Valores, Ciudad de Marbella, también en 2003.[cita requerida]
En 2006 se proclamó campeón de la primera edición del Concurso Cocinero del Año (CCA), evento de cuyo jurado es vicepresidente (junto con el chef Martín Berasategui).

## Televisión
| Año                  | Título                 | Personaje   | Cadena   |
| -------------------- | ---------------------- | ----------- | -------- |
| 2013-presente        | MasterChef             | Jurado      | La 1     |
| 2013-presente        | MasterChef Junior      | Jurado      | La 1     |
| 2013-2014; 2016-2017 | Campanadas Fin de Año  | Presentador | La 1     |
| 2015                 | El hormiguero 3.0      | Invitado    | Antena 3 |
| 2015                 | En la tuya o en la mía | Invitado    | La 1     |
| 2016-presente        | MasterChef Celebrity   | Jurado      | La 1     |
| 2017                 | Chester in love        | Invitado    | Cuatro   |
| 2020-2022            | MasterChef Abuelos     | Jurado      | La 1     |
| 2023                 | Planeta Calleja        | Invitado    | Cuatro   |

## Polémica
En la primavera de 2017 protagonizó una aguda polémica expresando unas opiniones muy controvertidas sobre el sueldo de los becarios y los aprendices. Defendió que deben trabajar gratis a cambio de su aprendizaje, de su perfeccionamiento en el oficio, dependiendo del nivel alcanzado, aparte de mejorar su currículum gracias a la categoría que les confiere haber desarrollado su actividad en restaurantes famosos y de prestigio. Las réplicas contra esta defensa argumentaron que los becarios y aprendices se encuentran realizando el mismo trabajo que el personal contratado, pero se los mantenía porque de esta forma no era necesario pagarles un sueldo, aprovechando de esta manera el trabajo que debería ser remunerado sin tener que ofrecerles dicha remuneración.